# Scirocco (1934)
«Шірокко» (італ. Scirocco) — військовий корабель, ескадрений міноносець типу «Маестрале» Королівських ВМС Італії за часів Другої світової війни.

## Історія створення
Ескадрений міноносець «Шірокко» був закладений 29 вересня 1931 року на верфі «Cantiere navale di Riva Trigoso» в Ріва-Трігозо. Спущений на воду 22 квітня 1934 року, вступив у стрій 21 жовтня 1934 року.

## Історія служби

### Довоєнна служба
Ескадрений міноносець «Шірокко» після вступу у стрій тимчасово був включений до складу дивізіону скаутів (флагман - «Лука Таріго»).
У 1936-1938 роках брав участь в громадянській війні в Іспанії], супроводжуючи конвої в Іспанію, та доставляючи італійських добровольців (загалом 21 похід).
У 1939 році «Шірокко» у складі 1-ї дивізії крейсерів здійснив візит в Іспанію та Португалію, після чого був переданий військово-морському училищу, де й перебував до початку війни.

### Друга світова війна
Після вступу Італії у Другу світову війну «Шірокко» разом з однотипними кораблями був включений до складу 10-ї ескадри есмінців. 
У 1940 році він діяв у Центральному Середземномор'ї, беручи участь у супроводі конвоїв та бойових кораблів. 
Наприкінці року есмінець пройшов поточний ремонт.
10-11 квітня 1941 року «Шірокко» прикривав повернення в Неаполь конвою «Марица». 21-24 квітня разом з «Маестрале» супроводжував крейсери «Луїджі Кадорна» та «Джованні деле Банде Нере», які забезпечували перехів з Італії в Лівію конвою «Арктурус».
11-13 травня прикривав конвой «Вікторія» разом з «Маестрале» та «Альпіно».
19-20 серпня входив до складу ескорту конвою «Марко Поло», і 20 серпня врятував 474 людину з транспорту «Есперія», потопленого підводним човном «Юнік».
У грудня 1941 - січні 1942 року «Шірокко» входив до складу ескадри на чолі з лінкором «Кайо Дуіліо» та брав участь у великих конвойних операціях «M. 43» і «T. 18».
У лютому брав участь в конвойній операції «K. 7», 7-9 березня - в операції «V. 5».

#### Загибель
22 березня під час другої битви у затоці Сидра «Шірокко» (під командуванням капітана 2-го рангу Франческо дель Анно ) та «Дженьєре» вийшли з Таранто на з'єднання з ескадрою Анджело Якіно. О 20:45 «Шірокко» повідомив, що через аварію рухається лише правою машиною, а швидкість не перевищує 14 вузлів. О 20:45 есмінці отримали наказ повертатись назад, о 23 зуміли підняти швидкість до 20 вузлів. 
Незабаром після опівночі кораблі втратили контакт один з одним. О 00:07 на «Шірокко» сталась повторна аварія в машині, а через сильний шторм швидкість впала до 7 вузлів. О 5:39 корабель втратив хід, його накрило хвилями, і о 5:45 есмінець затонув за 150 миль на схід від Мальти у точці з координатами 35°50′ пн. ш. 17°35′ сх. д. / 35.833° пн. ш. 17.583° сх. д.
Через три дні, 26 березня, рятувальним літакам вдалось врятувати лише 2 чоловік з 236 членів екіпажу..
За час війни «Шірокко» здійснив 96 бойових місій (13 у складі сил флоту, 4 постановки мін, 1 протичовнове патрулювання, 2 транспортування, 14 супроводів конвоїв, 16 навчальних місій, 46 переходів та інших місій), пройшовши 33 906 миль.